# Mounkeo Oraboun
Mounkeo Oraboun là một chính trị gia người Lào. Tính đến năm 2010, ông là Bộ trưởng Thông tin và Văn hóa hiện tại của Lào. Ông tham dự nhiều sự kiện quan trọng trong nước và Đông Nam Á và là thành viên tích cực của ASEAN, chủ trì hội nghị lần thứ 10 tại Viêng Chăn vào tháng 11 năm 2009. Với tư cách là Bộ trưởng Bộ Văn hóa, Oraboun bận rộn tham dự nhiều sự kiện và lễ khánh thành trên khắp Lào, từ việc tham dự các lễ kỷ niệm của báo chí, đến các buổi khai trương khách sạn.